# فرانسيسك فيرير
فرانسيسك فيرير إي غوارديا (بالكتلانية: Francesc Ferrer i Guàrdia)‏ (14 يناير 1859 - 13 أكتوبر 1909) مفكر حر لاسلطوي كتلاني إسباني. حكم عليه بالإعدام من قبل محكمة عسكرية بتهمة التحريض على أحداث الأسبوع المأساوي التي وقعت بكاتالونيا في يوليو 1909. أثار تنفيذ حكم الإعدام الصادر بحقه موجة من الاحتجاجات في جميع أنحاء أوروبا وفي القارة الأمريكية، وكذلك في إسبانيا، أدى إلى سقوط الحكومة الإسبانية التي كان يتزعمها أنطونيو مورا.
تبنى فيرير مفهوم العصرنة والحداثة التي طرحها روسو في القرن الثامن عشر (المناهضة للسلطة ومركزية الدين في الحياة) وقام بتكييفها مع الفكر اللاسلطوي وحرية الفكر التي ازدهرت في المدن الصناعية.

## النشأة ومسيرته المهنية
ولد فيرير في 10 يناير عام 1859 في مزرعة بالقرب من برشلونة في بلدية أليلا، إسبانيا. أصبح جمهوري ومفكر حُرّ في شبابه. في حين كان والديه من الكاثوليك المتدينين، فقد ترعرع كشاب له قناعاته المستقلة المعادية لرجال الدين، الأمر الذي تعلَّمه من عمه الملحد المتطرف.
بحلول عام 1883، في منتصف العشرينات، أصبح فيرير جمهوري وماسوني متطرف. استخدم منصبه كقائد قطار على طريق يصل بين فرنسا وبرشلونة لنقل رسائل للزعيم الجمهوري المنفي مانويل رويز زوريلا وراعي اللاجئين السياسيين. كان ليفعل الشيء ذاته لنفسه: فبعد مشاركته في انتفاضة الحزب الجمهوري الفاشلة التي جرت عام 1885، انتقل فيرير إلى باريس مع زوجته وبناته الثلاث حيث مكثوا ستة عشر عامًا.

## حياته في المنفى في باريس
في باريس، درّس فيرير اللغة الاسبانية وعمل في بيع النبيذ بالعمولة. وتطوع ليصبح سكرتير لرويز (حتى وفاته عام 1895) وتابع في مسيرته الراديكالية. كان من مؤيدي قضية دريفوس ومفوّض في المؤتمر الدولي للعمال الاشتراكيين والنقابات العمالية في لندن عام 1896، وكان أستاذًا في المدرسة الماسونية.
خطى فيرير في الأناركية بعد وفاة رويز. قابل لويز ميشيل وإليزيه رکلو وسيباستيان فور وصادَقَ شارل مالاتو وجان غريف ووطَّد علاقته مع الأناركي الإسباني أنسلمو لورينزو وفيرناندو تاريدا مارمول.  كانت شخصيات هؤلاء وآرائهم تثير اهتمامه بشدة، وفي أواخر تسعينيات القرن التاسع عشر، باتت أفكاره مطابقة لأفكارهم. بينما أنكر فيرير لاحقًا انتماءه إلى الحركة الأناركية، وخاصةً عندما اشتدت عليه قبضة الحكومة، كتب المؤرخ الأناركي بول أفريك أن انتماء فيرير للحركة الأناركية كان حتميًا لا جدال فيه، على الرغم من أنه وُصف سابقًا بقلم مؤرخين آخرين على أنه سلاميّ ومثاليّ أكثر من كونه ثوري. عمل فيرير طوال حياته وفي عدة بلدان في سبيل نهوض الحركة الأناركية، وقد موّل العديد من الأعمال التابعة للحركة الأناركية ونشر العديد من الكتب ذات الطابع الأناركي. انضمت العديد من الشخصيات الكبرى والثانوية التابعة للحركة الأناركية من برشلونة إلى المدرسة التي افتتحها فيرير لاحقًا كما نصح به أبرز قادة الحركة الأناركية في أوروبا وكتبوا عنه.
أما في باريس، انصبَّ اهتمام فيرير على التعليم، والذي اعتبره موضوعًا مثيرًا في مجالس الأناركية والعقلانية. كان فيرير مأخوذًا بمدرسة دار الأيتام بريفو التي أسَّسها بول روبن في سيمبوي، إذ أنشأ فيرير مدرسته لاحقًا تيمنًا بها. كان برنامج فيرير المختلط و«المتكامل» يهدف إلى تطوير مقدرات الطفل الجسدية والعقلية دون اللجوء إلى الإكراه. كان فيرير يؤمن بأن البيئة الاجتماعية والاقتصادية تلعب دورًا هامًا في تطور الطفل أكثر من العامل الوراثي، وبناءً على ذلك كان هدف هذه المدرسة توفير البيئة الملائمة والتمارين الرياضية ومفهوم الحب والتفهُّم وخاصة تجاه الأطفال الذين يعتبرهم المجتمع وصمة عار. كان فيرير يتواصل مع روبن لكن لم يزره في سيمبوي قطّ. حوالي عام 1900، صرّح فيرير عن نيّته بإنشاء مدرسة أخرى تقوم على الحرية الشخصية إذ بات مخططه قابلًا للتحقيق بعدما ورث ميلون فرنك من امرأة متوسطة العمر كان قد درّسها في إسبانيا وكانت تؤمن بأفكاره.
وفي العام 1901، عاد إلى إسبانيا وأسس ”المدرسة العصرية” لتعليم أبناء الطبقة المتوسطة القيم الاجتماعية الراديكالية تميّزت بنبذ التعاليم الكنسية وتشجيع التعليم المختلط حيث كانوا في تلك الفترة يفصلون بين الذكور والإناث في المدارس. وفي عام 1906 تم اعتقله بتهمة المشاركة في محاولة اغتيال الملك ألفونسو الثالث عشر وأطلق صراحه بعد عام واحد. فشلت مدرسته وأغلقت أبوابها وسُجن مجددا. وأطلق سراحه مرة أخرى عام 1908، ليؤلف كتابا عن المدرسة الحديثة، تحت عنوان جذور وأفكار المدرسة الحديثة وترجم للإنكليزية وأصدر العام 1913.
في العام 1909م بعد أحداث الأسبوع المأساوي، التي رفض فيها الشارع الكتلاني قرار التجنيد الإجباري للمشاركة في حرب المغرب وسخطوا على إعفاء الأغنياء من التجنيد مقابل دفع مبلغ مالي. فتم اعتقال فرانسيسك فيرير بتهمة التحريض وأُعدم بقرار محكمة عسكرية رميا بالرصاص بقلعة مونتجويك في برشلونة يوم 13 أكتوبر. وبعد فترة من إعدامه، أسس عدد من مؤيدي أفكاره في الولايات المتحدة المدارس الحديثة، وأكثرها شهرة تأسست في نيويورك سنة 1911.

## حياته الشخصية
انفصل فيرير عن زوجته، وتُدعى تيريزا سانمارتي، ثم ارتبط مع صديقة للمرأة التي قدَّمت ميراثها لتمويل مدرسة برشلونة. ثم وقع في حب إحدى المعلمات، وتُدعى سولداد فيلافرانكا، من مدرسة إيسكويلا مودرنا.

## وصلات خارجية
- صفحة فرانسيسك فيرير  على موسوعة الأناركية.